# Asz-Szadżara (Syria)
Asz-Szadżara (arab. الشجرة) – miasto w Syrii, w muhafazie Dara. W 2004 roku liczyło 6567 mieszkańców.